# Nestor El Maestro
Nestor El Maestro, nato Nestor Jevtić (in serbo Нестор Јевтић?; Belgrado, 25 marzo 1983), è un allenatore di calcio ed ex calciatore serbo naturalizzato inglese, tecnico del Debrecen.

## Biografia
Ha un fratello minore di nome Nikon, anch'egli allenatore. Ha cambiato legalmente il suo cognome da Jevtić a El Maestro nel 2000.

## Carriera
Nato a Belgrado nel 1983, all'età di 7 anni si trasferisce in Inghilterra con la famiglia, in fuga dalle guerre jugoslave. Appassionato di calcio fin da bambino, a 16 anni consegue la licenza UEFA B da allenatore; nel 2001 entra nello staff tecnico del West Ham, curando l'analisi video e preparando i piani di allenamento.
Trascorre in seguito quattro stagioni nei settori giovanili di Austria Vienna e Valencia. Nel 2006 diventa il più giovane vice allenatore della storia della Bundesliga, venendo ingaggiato dallo Schalke 04 come secondo di Mirko Slomka. Segue l'allenatore tedesco anche nelle sue successive esperienze con Hannover e Amburgo. 
Nel 2016 ritorna all'Austria Vienna, per occuparsi della parte tecnico-tattica della squadra guidata da Thorsten Fink. L'anno successivo diventa il nuovo tecnico dello Spartak Trnava, compagine slovacca con cui, alla prima esperienza da capo allenatore, vince il campionato. Il 7 giugno 2018 viene assunto dal CSKA Sofia con un contratto biennale; viene esonerato nel febbraio 2019, malgrado i 45 punti ottenuti in 20 giornate di campionato. Il 12 giugno 2019 si accorda con lo Sturm Graz, da cui viene esonerato il 25 giugno 2020, dopo aver subito sette sconfitte nelle ultime otto partite alla guida della squadra. 
Il 12 marzo 2021 si sposta in Arabia Saudita, per guidare l'Al-Taawoun. La sua esperienza saudita si conclude con l'esonero il 22 agosto 2021. L'8 settembre seguente viene ingaggiato, con contratto biennale, dai turchi del Göztepe, che allena fino al 7 marzo 2022, quando viene esonerato dopo una serie di 5 partite senza vittorie.

## Statistiche

### Statistiche da allenatore
Statistiche aggiornate a maggio 2022. In grassetto le competizioni vinte.
| Stagione            | Squadra           | Campionato        | Campionato | Campionato | Campionato | Campionato | Coppe nazionali | Coppe nazionali | Coppe nazionali | Coppe nazionali | Coppe nazionali | Coppe continentali | Coppe continentali | Coppe continentali | Coppe continentali | Coppe continentali | Altre coppe | Altre coppe | Altre coppe | Altre coppe | Altre coppe | Totale | Totale | Totale | Totale | % Vittorie | Piazzamento |
| Stagione            | Squadra           | Comp              | G          | V          | N          | P          | Comp            | G               | V               | N               | P               | Comp               | G                  | V                  | N                  | P                  | Comp        | G           | V           | N           | P           | G      | V      | N      | P      | %          | Piazzamento |
| ------------------- | ----------------- | ----------------- | ---------- | ---------- | ---------- | ---------- | --------------- | --------------- | --------------- | --------------- | --------------- | ------------------ | ------------------ | ------------------ | ------------------ | ------------------ | ----------- | ----------- | ----------- | ----------- | ----------- | ------ | ------ | ------ | ------ | ---------- | ----------- |
| 2017-2018           | Spartak Trnava    | FL                | 32         | 20         | 4          | 8          | CS              | 7               | 5               | 2               | 0               | -                  | -                  | -                  | -                  | -                  | -           | -           | -           | -           | -           | 39     | 25     | 6      | 8      | 64,10      | 1º          |
| 2018-feb. 2019      | CSKA Sofia        | PL                | 20         | 14         | 3          | 3          | CB              | 2               | 2               | 0               | 0               | UEL                | 6                  | 3                  | 0                  | 3                  | -           | -           | -           | -           | -           | 28     | 19     | 3      | 6      | 67,86      | Eson.       |
| 2019-2020           | Sturm Graz        | BL                | 29         | 10         | 5          | 14         | CA              | 4               | 3               | 0               | 1               | UEL                | 2                  | 1                  | 0                  | 1                  | -           | -           | -           | -           | -           | 35     | 14     | 5      | 16     | 40,00      | Eson.       |
| mar.-giu. 2021      | Al-Taawoun        | SPL               | 7          | 4          | 0          | 3          | CC              | 3               | 2               | 0               | 1               | -                  | -                  | -                  | -                  | -                  | -           | -           | -           | -           | -           | 10     | 6      | 0      | 4      | 60,00      | Sub., 4º    |
| lug.-ago. 2021      | Al-Taawoun        | SPL               | 2          | 0          | 1          | 1          | CC              | -               | -               | -               | -               | ACL                | -                  | -                  | -                  | -                  | -           | -           | -           | -           | -           | 2      | 0      | 1      | 1      | &0,00      | Eson.       |
| Totale Al-Taawoun   | Totale Al-Taawoun | Totale Al-Taawoun | 9          | 4          | 1          | 4          |                 | 3               | 2               | 0               | 1               |                    |                    |                    |                    |                    |             |             |             |             |             | 12     | 6      | 1      | 5      | 50,00      |             |
| set. 2021-mar. 2022 | Göztepe           | SL                | 25         | 7          | 4          | 14         | CT              | 3               | 2               | 1               | 0               | -                  | -                  | -                  | -                  | -                  | -           | -           | -           | -           | -           | 28     | 9      | 5      | 14     | 32,14      | Sub., eson. |
| Totale carriera     | Totale carriera   | Totale carriera   | 115        | 55         | 17         | 43         |                 | 19              | 14              | 3               | 2               |                    | 8                  | 4                  | 0                  | 4                  |             |             |             |             |             | 142    | 73     | 20     | 49     | 51,41      |             |

## Palmarès

### Allenatore

#### Competizioni nazionali
- Campionato slovacco: 1

Spartak Trnava: 2017-2018